# كلارك دبليو. ماي
كلارك دبليو. ماي (بالإنجليزية: Clark W. May) هو محامي وسياسي أمريكي، ولد في 14 يوليو 1869 في الولايات المتحدة، وتوفي في 25 أبريل 1908 في فيرجينيا الغربية في الولايات المتحدة. انتخب عضو مجلس ولاية فيرجينيا الغربية.